# BFI Flare: Лондонський ЛГБТ-кінофестиваль
BFI Flare: Лондонський ЛГБТ-кінофестиваль (англ. BFI Flare: London LGBT Film Festival), заснований у 1986 році під назвою Лондонський кінофестиваль лесбійських і геївських фільмів (фр. London Lesbian and Gay Film Festival, LLGFF). Міжнародний спеціалізований позаконкурсний кінофестиваль фільмів ЛГБТ-тематики проводиться щороку навесні в Лондоні (Велика Британія) впродовж 10 днів. Заснований Британським кіноінститутом (англ. British Film Institute, BFI), кінофестиваль є одним з трьох найбільших, що проводяться у столиці Великої Британії та один з найбільших ЛГБТ-кінофестивалів у Європі.

## Історія
Фестиваль був заснований у 1986 році, як сезон геївських і лесбійських фільмів у Національному Кінотеатрі та проводився впродовж двох років під назвою «Gay's Own Pictures». У 1988 році захід було перейменовано у Лондонський кінофестиваль лесбійських і геївських фільмів (англ. London Lesbian and Gay Film Festival). Упродовж багатьох років фестиваль був двотижневим, поки у 2011 році тривалість його проведення було скорочено до одного тижня, а у 2012-му його було подовжено до 10 днів.
Фестивальні покази відбуваються в кінотеатрі Саутбенк (англ. BFI Southbank, з 1951 до 2007 мав назву Національний Кінотеатр (англ. National Film Theatre)).
На кінофестивалі демонструються як новинки кінематографу, тематично пов'язані з ЛГБТ, так і ретроспективи художніх, документальних і короткометражних фільмів, присвячених гей-проблематиці. У програмах фестивалю — Гала-покази, Вибір року, Студійні покази і Медіатека, Експериментальне бачення світу, Femme (Жіночна лесбійка), Короткий метр, Світове кіно, Мистецтво еротичної фантазії, Британія геїв та лесбійок, Європейське кіно, Спеціальні покази — глядачі щорічно переглядають близько 200 фільмів. Окрім кінопоказів, проходять зустрічі з акторами і режисерами, дискусії та клубні вечірки. Щоліта, відібрані художні і короткометражні фільми, показані на фестивалі, виїжджають на гастролі по всій Великій Британії.
30-й ювілейний кінофестиваль BFI Flare проходив з 16 по 27 березня 2016 року.

### ТОП-30 найкращих ЛГБТ-фільмів усіх часів
До 30-річного ювілею кінофестивалю у 2016 році за результатами опитування понад 100 кіноекспертів, включаючи режисерів, кінокритиків, письменників і програмістів складено рейтинг 30-ти найвидатніших ЛГБТ-фільмів усіх часів, створених за останні 84 роки існування кінематографу. До списку увійшли стрічки з 12 країн світу, в тому числі з Таїланду, Японії, Швеції та Іспанії.
| Місце | Голосів | Назва українською           | Оригінальна назва                      | Режисер                     | Країна                                          | Рік  |
| ----- | ------- | --------------------------- | -------------------------------------- | --------------------------- | ----------------------------------------------- | ---- |
| 1     | 28      | Керол                       | Carol                                  | Тодд Гейнс                  | США                                             | 2015 |
| 2     | 26      | Вікенд                      | Weekend                                | Ендрю Гейг                  | Велика Британія                                 | 2011 |
| 3     | 25      | Щасливі разом               | /春光乍泄 (Chūn guāng zhà xiè)         | Вонг Карвай                 | Гонконг Японія Південна Корея                   | 1997 |
| 4     | 24      | Горбата гора                | Brokeback Mountain                     | Енг Лі                      | США Канада                                      | 2005 |
| 5     | 22      | Париж горить                | Paris Is Burning                       | Дженні Лівінгстон           | США                                             | 1990 |
| 6     | 21      | Тропічна хвороба            | Tropical Malady                        | Апічатпон Вірасетакул       | Таїланд Франція Німеччина Італія                | 2004 |
| 7     | 20      | Моя прекрасна пральня       | My Beautiful Laundrette                | Стівен Фрірз                | Велика Британія                                 | 1985 |
| 8     | 19      | Все про мою матір           | Todo sobre mi madre                    | Педро Альмодовар            | Іспанія Франція                                 | 1999 |
| 9     | 18      | Пісня любові                | Un Chant d'Amour                       | Жан Жене                    | Франція                                         | 1950 |
| 10    | 17      | Мій власний штат Айдахо     | My Own Private Idaho                   | Ґас Ван Сент                | США                                             | 1991 |
| 11    | 15      | Мандарин                    | Tangerine                              | Шон Бейкер                  | США                                             | 2015 |
| 11    | 15      | Гіркі сльози Петри фон Кант | Die bitteren Tränen der Petra von Kant | Райнер Вернер Фассбіндер    | Німеччина                                       | 1972 |
| 11    | 15      | Життя Адель                 | La vie d'Adèle - Chapitres 1 et 2      | Абделатіф Кешиш             | Франція Бельгія Іспанія                         | 2013 |
| 14    | 14      | Дівчата в уніформі          | Mädchen in Uniform                     | Леонтина Саган, Карл Фроліх | Німеччина                                       | 1931 |
| 14    | 14      | Покажи мені любов           | Fucking Åmål                           | Лукас Мудіссон              | Швеція Данія                                    | 1998 |
| 14    | 14      | Орландо                     | Orlando                                | Саллі Поттер                | Велика Британія Росія Італія Франція Нідерланди | 1992 |
| 17    | 13      | Жертва                      | Victim                                 | Безіл Дірден                | Велика Британія                                 | 1961 |
| 18    | 12      | Я, ти, він, вона            | Je, tu, il, elle                       | Шанталь Акерман             | Франція Бельгія                                 | 1974 |
| 19    | 11      | У пошуках Ленгстона         | Looking for Langston                   | Ісаак Жульєн                | Велика Британія                                 | 1989 |
| 20    | 10      | Красива робота              | Beau Travail                           | Клер Дені                   | Франція                                         | 1999 |
| 20    | 10      | Краса                       | Beautiful Thing                        | Гетті Макдональд            | Велика Британія                                 | 1996 |
| 22    | 9       | Незнайомець на озері        | L'inconnu du lac                       | Ален Гіроді                 | Франція                                         | 2013 |
| 22    | 9       | Теорема                     | Theorem                                | П'єр Паоло Пазоліні         | Італія                                          | 1968 |
| 22    | 9       | Жінка-кавун                 | The Watermelon Woman                   | Шеріл Дьюнай                | США                                             | 1996 |
| 22    | 9       | Знедолена                   | Pariah                                 | Ді Рііс                     | США                                             | 2011 |
| 22    | 9       | Малголленд Драйв            | Mulholland Dr.                         | Девід Лінч                  | Франція США                                     | 2001 |
| 27    | 8       | Портрет Джейсона            | Portrait of Jason                      | Ширлі Кларк                 | США                                             | 1967 |
| 27    | 8       | Собачий полудень            | Dog Day Afternoon                      | Сідні Люмет                 | США                                             | 1975 |
| 27    | 8       | Смерть у Венеції            | Morte A Venezia                        | Лукіно Вісконті             | Італія Франція                                  | 1971 |
| 27    | 8       | Рожевий нарцис              | Pink Narcissus                         | Джеймс Бідгуд               | США                                             | 1971 |
| 27    | 8       | Неділя, проклята неділя     | Sunday Bloody Sunday                   | Джон Шлезінгер              | Велика Британія                                 | 1971 |
| 27    | 8       | Шибеник                     | Tomboy                                 | Селін Ск'ямма               | Франція                                         | 2011 |
| 27    | 8       | Похоронна процесія троянд   | 薔薇の葬列 (Bara no Sōretsu)           | Тошіо Мацумото              | Японія                                          | 1969 |